# Lelemi (Ethnie)
Die Lelemi sind eine Ethnie in Ghana und Togo, die auch Lefana, Lafana und Buem genannt werden. 
In Ghana lebten 2003 48.900 Lelemi im Südosten im Grenzgebiet zu Togo. Die größten Ortschaften des Siedlungsgebieten in Ghana heißen Jasikan und Baglo, die beide östlich des Volta-Stausees vor der Grenze zu Togo liegen.
In Togo leben ca. 5.300 Lelemi. Alle Lelemi sprechen Lelemi als Hauptsprache.